# Australasian Championships 1912 - Doppio maschile
Il doppio maschile dell'Australasian Championships del 1912 si tenne ad Hastings, in Nuova Zelanda.
I campioni in carica erano Rodney Heath e Randolph Lycett. La finale è stata vinta da Charles Dixon e James Parke contro Alfred Beamish e Gordon Lowe  con il punteggio di 6–4, 6–4, 6–2. Parke ha vinto anche il singolare maschile.
Era la prima volta negli otto anni di storia del campionato australiano che nessun giocatore australiano vinceva il torneo o partecipava alla finale.

## Tabellone

### Legenda
| - Q = Qualificato - WC = Wild card - LL = Lucky loser | - ALT = Alternate - SE = Special Exempt - PR = Protected Ranking | - w/o = Walkover - r = Ritirato - d = Squalificato |

### Fase finale
|  | Quarti di finale               | Quarti di finale               | Quarti di finale               | Quarti di finale           | Quarti di finale | Quarti di finale | Quarti di finale |  |  | Semifinali                 | Semifinali                 | Semifinali                 | Semifinali                | Semifinali                | Semifinali                | Semifinali |   |   | Finale                     | Finale                     | Finale                     | Finale                     | Finale | Finale | Finale |  |
|  |                                |                                |                                |                            |                  |                  |                  |  |  |                            |                            |                            |                           |                           |                           |            |   |   |                            |                            |                            |                            |        |        |        |  |
|  | John Peacock R. Swanston       | John Peacock R. Swanston       | John Peacock R. Swanston       | John Peacock R. Swanston   | 6                | 6                | 6                |  |  |                            |                            |                            |                           |                           |                           |            |   |   |                            |                            |                            |                            |        |        |        |  |
|  | A. Rainbow H. Webber           | A. Rainbow H. Webber           | A. Rainbow H. Webber           | A. Rainbow H. Webber       | 0                | 2                | 1                |  |  | John Peacock R. Swanston   | John Peacock R. Swanston   | John Peacock R. Swanston   | 5                         | 1                         | 10                        | 3          |   |   |                            |                            |                            |                            |        |        |        |  |
|  | Alfred Beamish Gordon Lowe     | Alfred Beamish Gordon Lowe     | Alfred Beamish Gordon Lowe     | Alfred Beamish Gordon Lowe | 6                | 6                | 6                |  |  | Alfred Beamish Gordon Lowe | Alfred Beamish Gordon Lowe | Alfred Beamish Gordon Lowe | 7                         | 6                         | 8                         | 6          |   |   |                            |                            |                            |                            |        |        |        |  |
|  | E. Waddington A. Wellwood      | E. Waddington A. Wellwood      | E. Waddington A. Wellwood      | E. Waddington A. Wellwood  | 0                | 2                | 0                |  |  |                            |                            |                            |                           |                           |                           |            |   |   | Alfred Beamish Gordon Lowe | Alfred Beamish Gordon Lowe | Alfred Beamish Gordon Lowe | Alfred Beamish Gordon Lowe | 4      | 4      | 2      |  |
|  | William Goss Geoffrey Ollivier | William Goss Geoffrey Ollivier | William Goss Geoffrey Ollivier | 5                          | 3                | 6                | 1                |  |  |                            |                            | Charles Dixon James Parke  | Charles Dixon James Parke | Charles Dixon James Parke | Charles Dixon James Parke | 6          | 6 | 6 |                            |                            |                            |                            |        |        |        |  |
|  | Charles Dixon James Parke      | Charles Dixon James Parke      | Charles Dixon James Parke      | 7                          | 6                | 4                | 6                |  |  | Charles Dixon James Parke  | Charles Dixon James Parke  | Charles Dixon James Parke  | Charles Dixon James Parke | 6                         | 7                         | 6          |   |   |                            |                            |                            |                            |        |        |        |  |
|  |                                |                                |                                |                            |                  |                  |                  |  |  | H. Brown Francis Fisher    | H. Brown Francis Fisher    | H. Brown Francis Fisher    | H. Brown Francis Fisher   | 1                         | 5                         | 1          |   |   |                            |                            |                            |                            |        |        |        |  |
|  |                                |                                |                                |                            |                  |                  |                  |  |  |                            |                            |                            |                           |                           |                           |            |   |   |                            |                            |                            |                            |        |        |        |  |